# Степаненко Галина Олегівна
Галина Олегівна Степаненко (рос. Галина Олеговна Степаненко, 12 червня 1966, Москва, РРФСР, СРСР) — радянська і російська артистка балету. Народна артистка Росії (1996).
Закінчила Московське академічне хореографічне училище у 1984 році. У 1995 році перемогла у балетному конкурсі Benois de la Danse.
| Персоналії | Це незавершена стаття про особу. Ви можете допомогти проєкту, виправивши або дописавши її. |